# Police Story III: Supercop
Police Story 3: Super Cop es una película de Hong Kong de 1992 protagonizada por Jackie Chan y Michelle Yeoh. Jackie retoma su personaje de "Kevin", un policía de Hong Kong al que interpretó en las películas Police Story y Police Story 2. Es la primera película en esta serie cinematográfica que no es dirigida por el propio Jackie, con Stanley Tong haciéndose cargo de la dirección en esta oportunidad. También es la última aparición en la serie de Maggie Cheung como la novia de Jackie, May.

## Sinopsis
Kevin es un policía de Hong Kong con increíbles habilidades en artes marciales. Es enviado a Guangzhou, donde la directora de Interpol de la fuerza de policía china, la inspectora Jessica Yang (Michelle Yeoh), le informa sobre su próxima misión. El objetivo es Chaibat, un capo de la droga con sede en Hong Kong. Para infiltrarse en la organización de Chaibat, Kevin debe acercarse al esbirro de Chaibat, Panther, que está en una prisión china. Kevin, haciéndose pasar por un pequeño prisionero criminal, ayuda a escapar a Panther con la complicidad de los guardias. Agradecido, Panther invita a Kevin a ir con él a Hong Kong y unirse a la pandilla de Chaibat, donde el policía se infiltra para intentar atrapar al criminal.

## Reparto
- Jackie Chan como Kevin.
- Michelle Yeoh como Jessica Hana Yang Chien Hua.
- Maggie Cheung como May.
- Yuen Wah como Panther.
- Kenneth Tsang como Khun Chaibat.
- Bill Tung como Bill Wong.
- Josephine Koo como Chen Wen-Shi Chaibat.
- Philip Chan como Y.K. Chen